# Wojtek (niedźwiedź)
Wojtek (ur. 1941 w pobliżu Hamadan w Iranie, zm. 2 grudnia 1963 w Edynburgu) – niedźwiedź syryjski, żołnierz w stopniu kaprala Polskich Sił Zbrojnych, uczestnik bitwy o Monte Cassino, przygarnięty w Persji przez członków 22 kompanii zaopatrywania artylerii w 2 Korpusie Polskim, będącym pod dowództwem gen. Władysława Andersa.
Niedźwiedź, adoptowany przez polskich żołnierzy, przebył cały szlak bojowy, począwszy od Iranu, poprzez Irak, Palestynę, Egipt, docierając aż do Włoch. Zwierzę, w obliczu niemożności zwykłego przetransportowania go drogą morską na Półwysep Apeniński, zostało oficjalnie wciągnięte na stan ewidencyjny 22 kompanii zaopatrywania artylerii, uzyskując status żołnierza w stopniu szeregowego. Tam też niedźwiedź stał się czynnym bohaterem bitwy o Monte Cassino, za co awansowano go honorowo do stopnia kaprala.
Wojtek był członkiem Polskich Sił Zbrojnych aż do 1947 roku, kiedy to w Wielkiej Brytanii dokonano demobilizacji całej kompanii. Resztę życia spędził w edynburskim ZOO, w którym zmarł w 1963 roku.

## Historia Wojtka

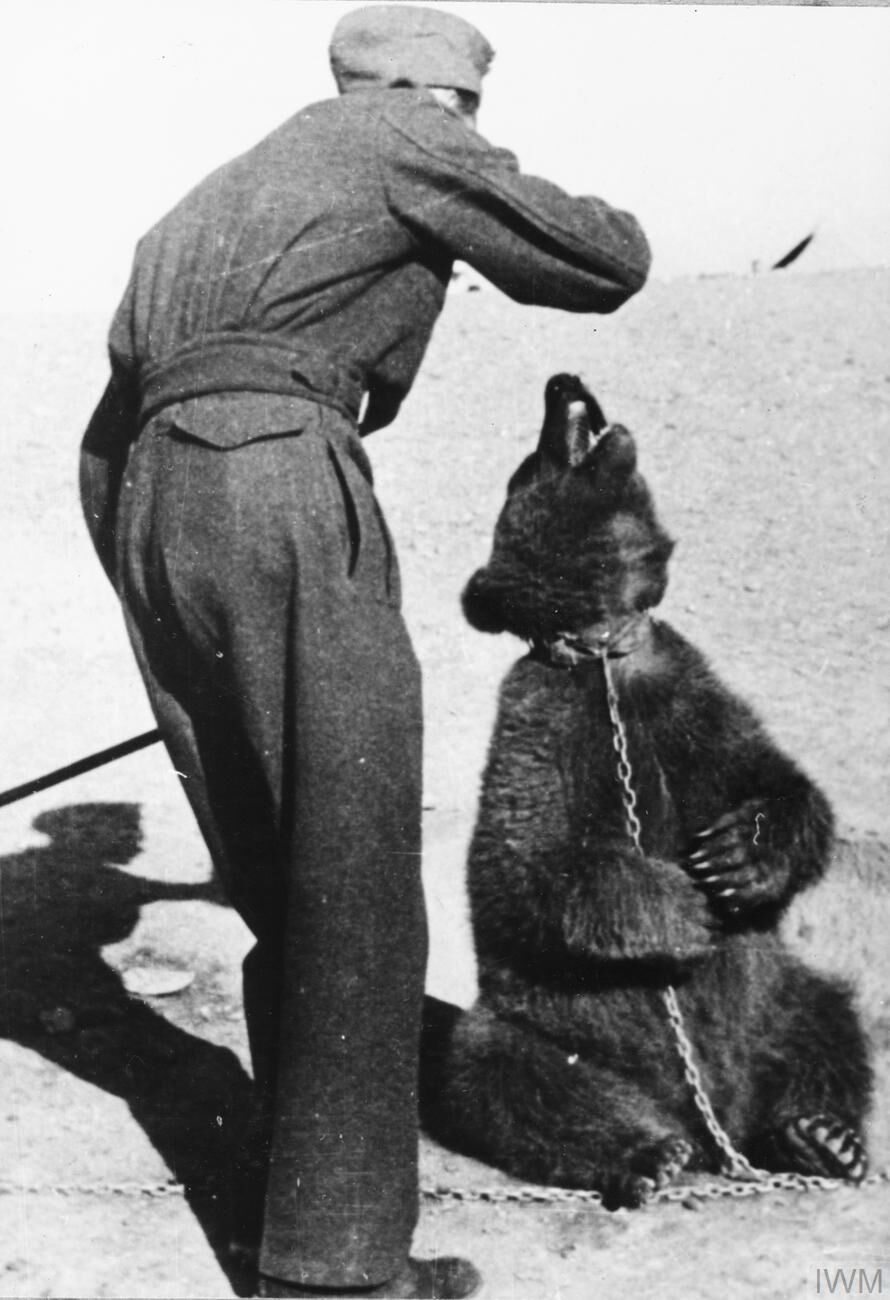
Polski żołnierz z Wojtkiem w Iranie w 1942 roku

### Wczesny etap życia
8 kwietnia 1942 roku polscy żołnierze, maszerując wraz z uchodźcami cywilnymi z Pahlevi w Iranie do Palestyny, spotkali perskiego chłopca, niosącego małego niedźwiadka brunatnego. Matka niedźwiadka została najprawdopodobniej zastrzelona przez myśliwych.  
Niedźwiadek tak zachwycił 18-letnią Irenę „Inkę” Bokiewicz, że namówiła por. Anatola Tarnowieckiego, by jej go kupił. Kolejne trzy miesiące maluch spędził pod opieką Inki w obozie dla uchodźców, niedaleko Teheranu. W sierpniu 1942 roku niedźwiadek został podarowany 22 kompanii zaopatrywania artylerii. 
Miś nie umiał jeszcze jeść i żołnierze karmili go zmieszanym z wodą skondensowanym mlekiem z butelki po wódce i skręconego ze szmat smoczka. Podobno z tego powodu Wojtkowi na zawsze pozostało upodobanie do napojów z takiej butelki.

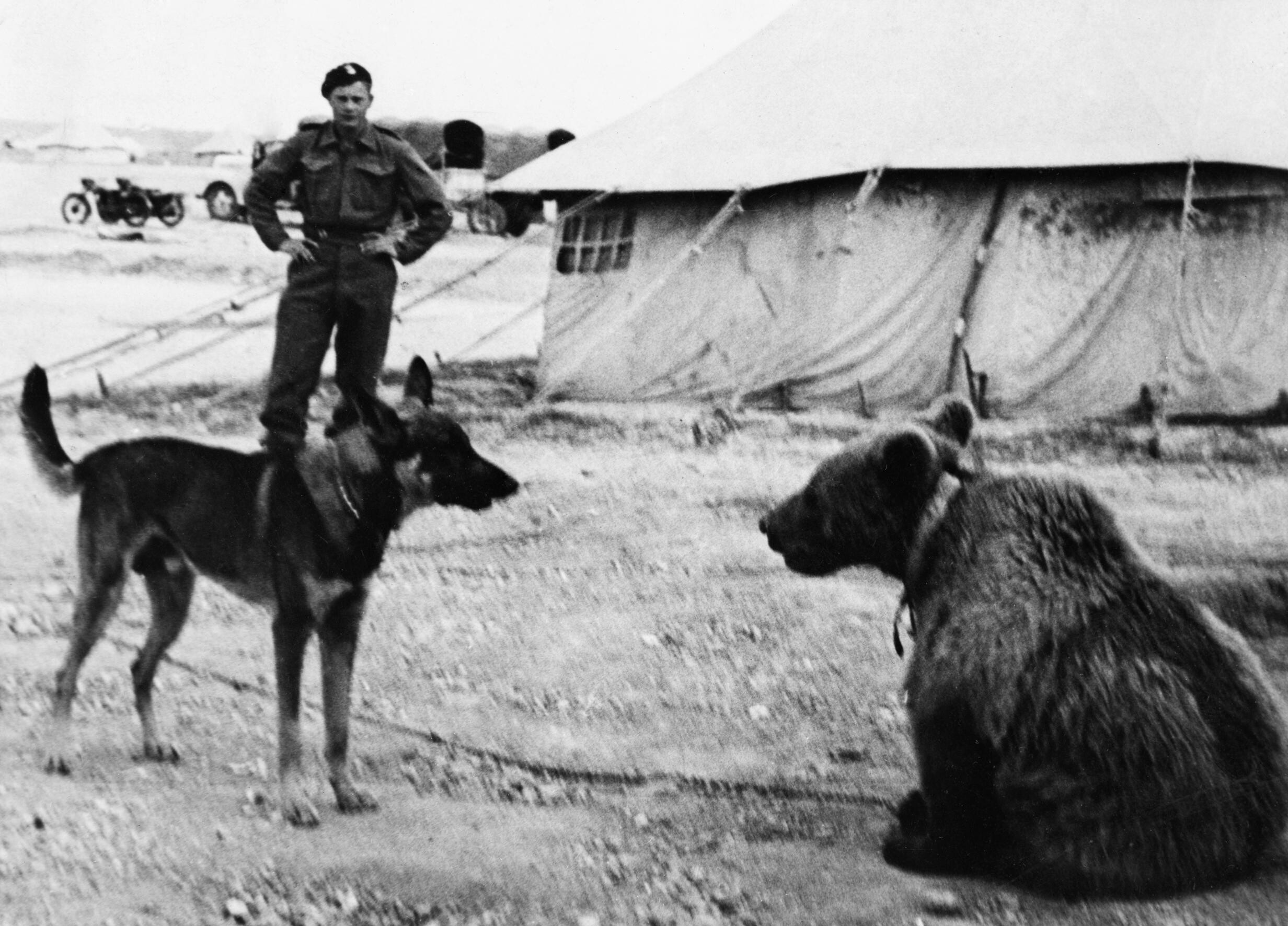
Wojtek zapoznaje się w Iranie z psem jednego z oficerów 2 Korpusu

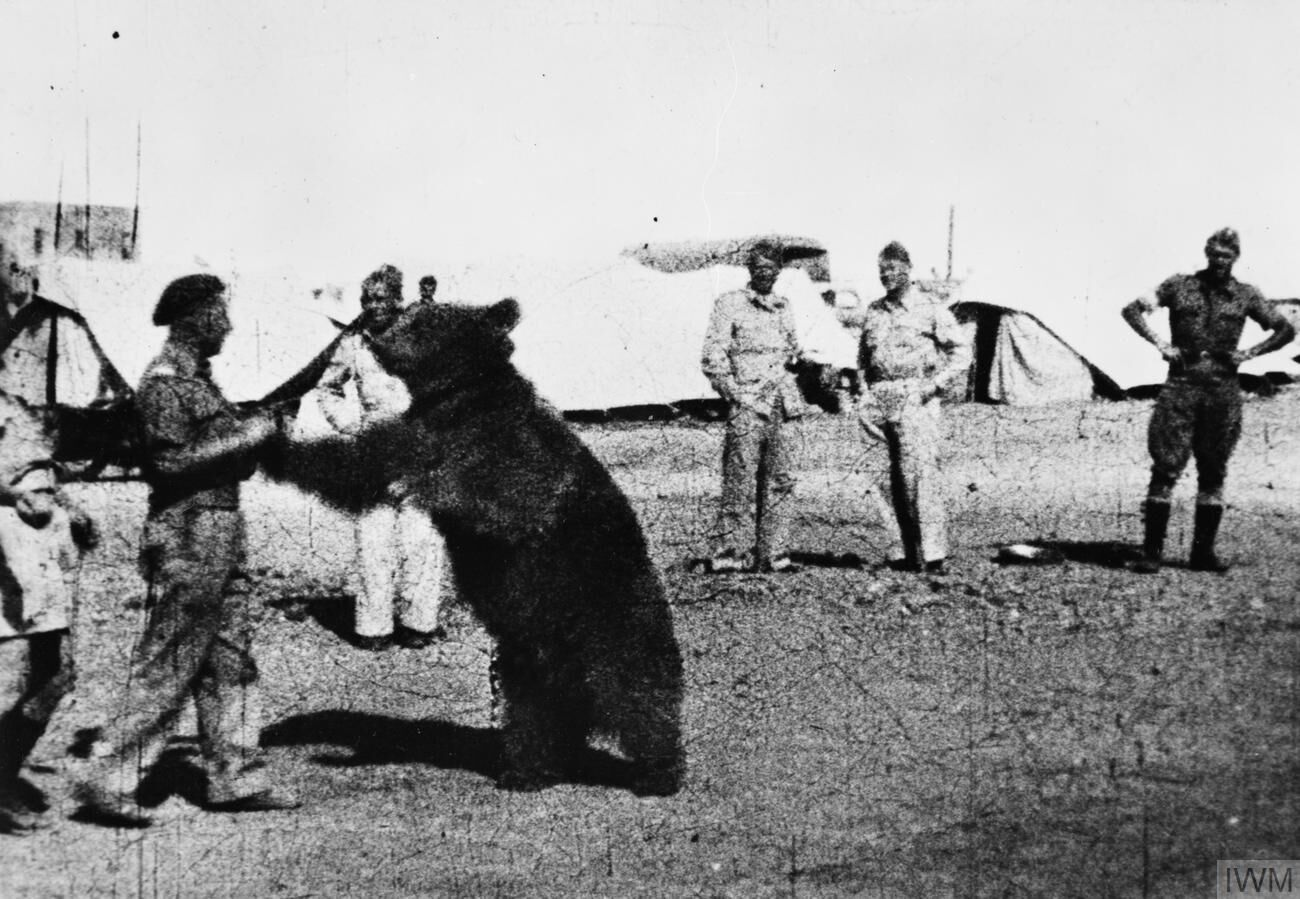
Ulubionym sportem Wojtka były zapasy z żołnierzami 22 Kompanii

Z czasem Wojtek, wychowywany przez wojskowych, zaczął naśladować ich zachowania i przyjmować ich styl życia, wokół czego krąży wiele anegdot. Według różnych historii niedźwiedź kąpał się pod prysznicem, lubił podróże w szoferce ciężarówki, uprawiał zapasy z żołnierzami, zdołał także wykryć arabskiego szpiega ukrywającego się w łaźni. Czasami jednak sprawiał problemy, a według jednej z historii, miał dopuścić się zdewastowania zapasu wiktuałów i kradzieży damskiej bielizny. Za poczynione szkody, często ukrywane przed oficerami wojska, Wojtek otrzymywał karę. Zazwyczaj było to uwięzienie na łańcuchu przyczepionym do obroży na szyi zwierzęcia. Był on także dokarmiany żołnierskim prowiantem, w tym także papierosami i alkoholem, które stały się dla niego nagrodami za dobre uczynki.
Niedźwiadkiem opiekowano się troskliwie. Jego ulubionymi przysmakami były owoce, słodkie syropy, marmolada, miód oraz piwo, które dostawał za dobre zachowanie. Jadał razem z żołnierzami i spał z nimi w namiocie. Kiedy urósł, dostał własną sypialnię w dużej drewnianej skrzyni, nie lubił jednak samotności i często w nocy chodził przytulać się do śpiących w namiocie żołnierzy. Był łagodnym zwierzęciem, mającym pełne zaufanie do ludzi, co stwarzało często zabawne sytuacje z udziałem obcych żołnierzy lub ludności cywilnej.
Ze względu na zmieniający się klimat i stały dostęp do pożywienia Wojtek nie zapadał w sen zimowy. W trakcie pobytu w obozach położonych na pustyni często przegrzewał się.

### Okres walk

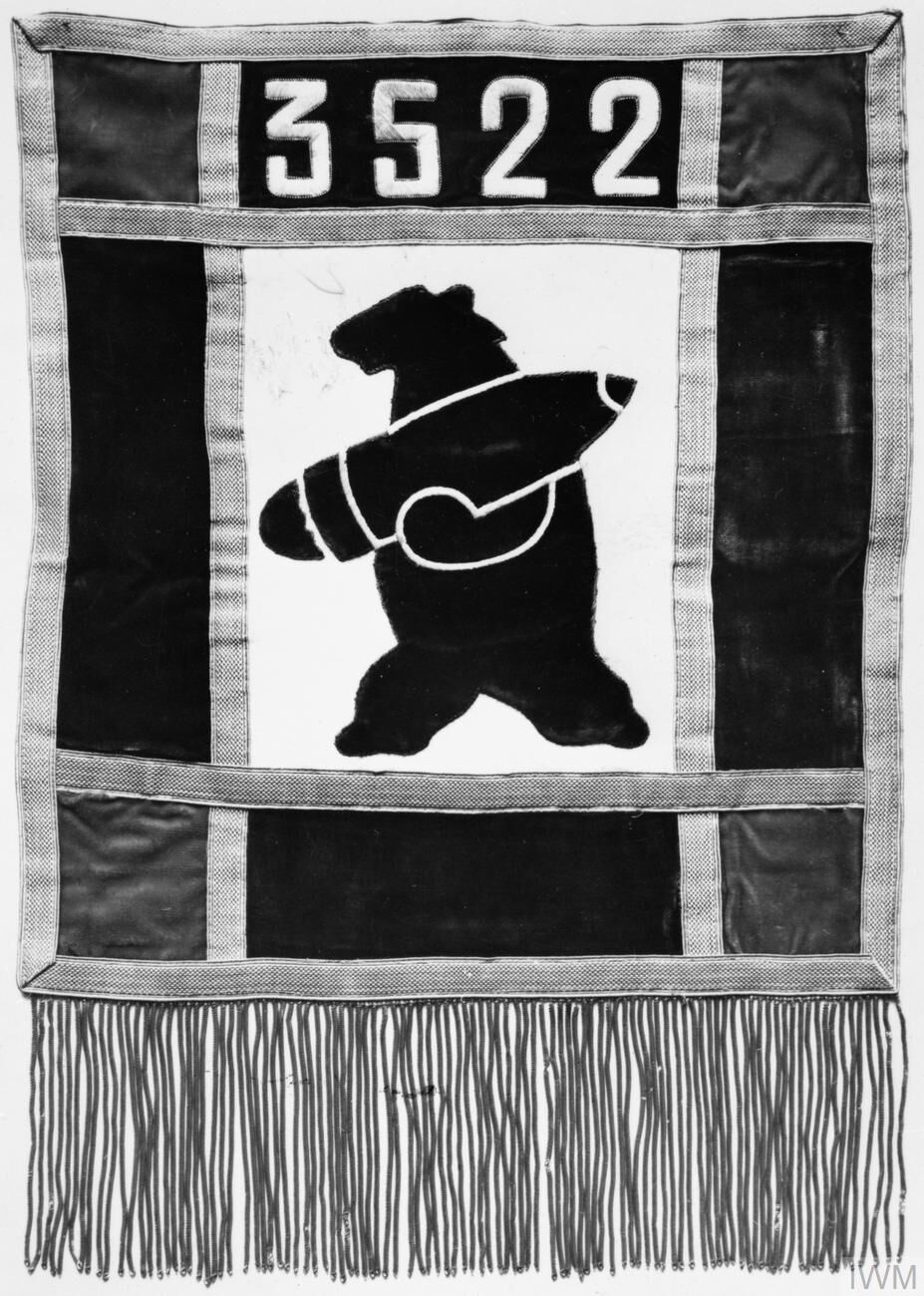
Chorągiewka z wizerunkiem Wojtka 22 Kompanii Zaopatrywania Artylerii

Niedźwiedź brał udział w bitwie o Monte Cassino. Jego zadaniem było dostarczanie amunicji dla jednostek artylerii. Początkowo Wojtek źle znosił hałas wywołany ostrzałem artyleryjskim i bombardowaniami. Z tego powodu nie opuszczał pomieszczenia. Po oswojeniu się z hałasem obserwował przebieg bitwy z okolicznych drzew. Według relacji żołnierzy niedźwiedź miał pomagać w przenoszeniu skrzyń z amunicją lub samych pocisków. Upamiętnieniem udziału Wojtka w bitwie o Monte Cassino stał się emblemat 22 Kompanii, przedstawiający niedźwiedzia niosącego w łapach pocisk.
Wojtek nie był szkolony do pracy przy przenoszeniu czterdziestopięciokilogramowych skrzyń z pociskami. Postępowania z ładunkami nauczył się poprzez obserwację żołnierzy. Wojtek bez zachęty łapał skrzynie i przenosił je w charakterystyczny dla siebie sposób: stojąc na tylnych łapach, rozkładał ramiona, w które żołnierze wkładali skrzynie z amunicją. Niedźwiedź przenosił je w pobliże stanowisk ogniowych, po czym wracał do ciężarówki po kolejną porcję ładunku. Żołnierze czasami zachęcali Wojtka do pomocy dając w zamian przysmaki, bowiem niedźwiedź sam decydował o tym kiedy i jak długo będzie pracował. Podczas bitwy o Monte Cassino kompania Wojtka dostarczyła następujące ładunki dla wojsk polskich i brytyjskich: 17300 ton amunicji, 1200 ton paliwa i 1100 ton żywności. Od tamtej pory symbolem 22 Kompanii stał się niedźwiedź z pociskiem w łapach. Odznaka ta pojawiała się na samochodach wojskowych, proporczykach i mundurach żołnierzy.
Według relacji kuriera Archibalda Browna, w celu oficjalnego wciągnięcia niedźwiedzia na listę personelu 2 Korpusu Polskiego generał Władysław Anders mianował Wojtka kapralem. Według relacji Wojciecha Narębskiego niedźwiedź miał swój numer służbowy, książeczkę wojskową i przydział na papierosy.
26 września 1946 roku 22 Kompania zaopatrywania artylerii jako część 2 Korpusu Polskiego Polskich Sił Zbrojnych została przetransportowana do Glasgow w Szkocji, a razem z nią niedźwiedź. Od 28 października Kompania stacjonowała w Winfield Park. Niedźwiedź został oficjalnie zakwalifikowany jako szeregowiec armii polskiej.
Wojtek został ulubieńcem całego obozu i okolicznej ludności. Stał się też tematem licznych publikacji prasowych. Miejscowe Towarzystwo Polsko-Szkockie mianowało go honorowym członkiem.

### Okres powojenny

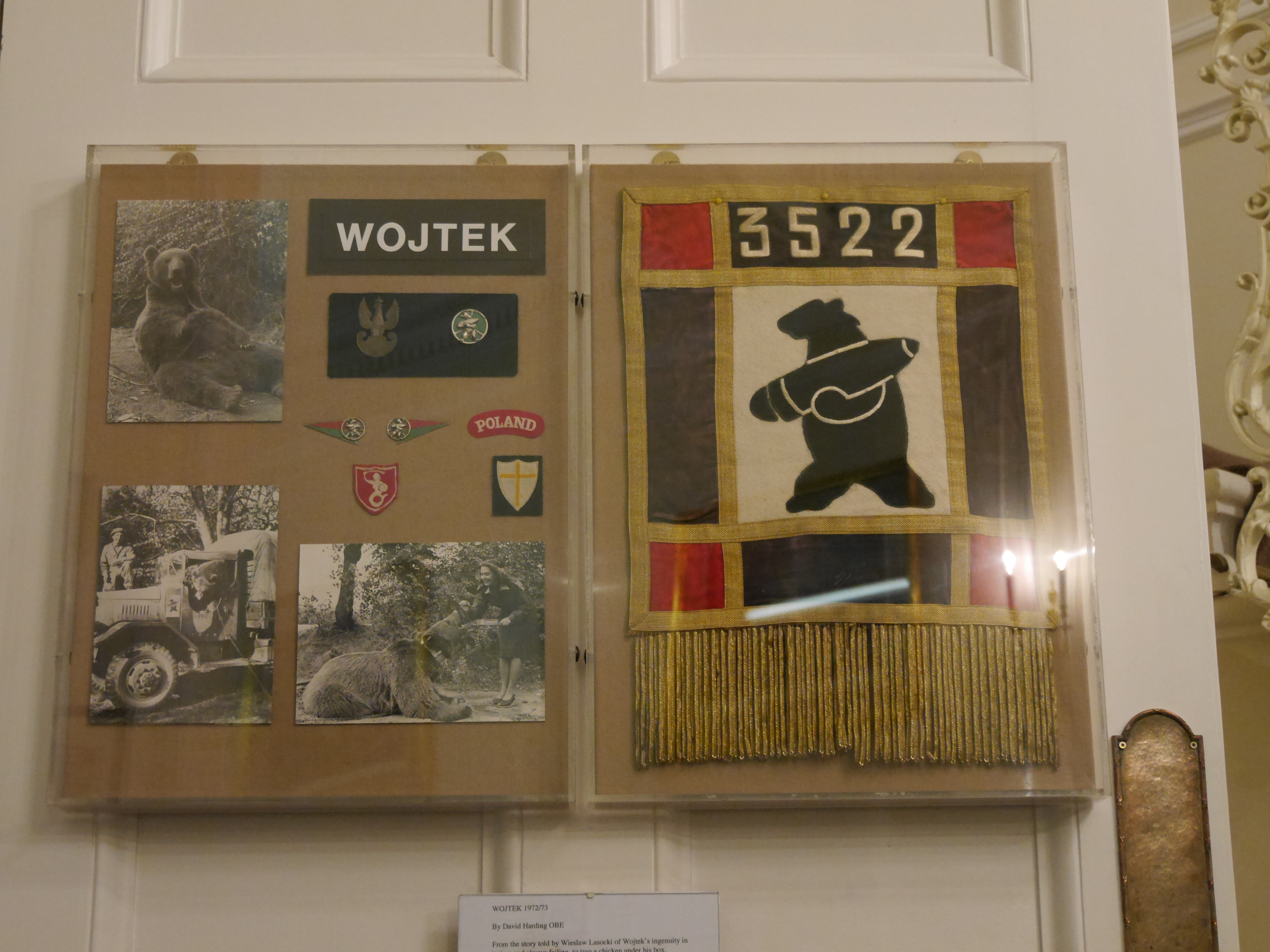
Pamiątki związane z Wojtkiem w Instytucie Polskim i Muzeum im. gen. Sikorskiego w Londynie

Po demobilizacji jednostki wojskowej zapadła decyzja oddania niedźwiedzia do ogrodu zoologicznego w Edynburgu. Do zoo trafił jesienią 1947 roku. Dyrektor zoo zgodził się zaopiekować kapralem Wojtkiem i nie oddać go nikomu bez zgody dowódcy kompanii majora Antoniego Chełkowskiego. Później dawni koledzy z kompanii już w cywilu wielokrotnie odwiedzali Wojtka i nie bacząc na obawy pracowników zoo przekraczali często ogrodzenie.
Wojtek spędził w ogrodzie zoologicznym 16 lat (od 1947 do 1963), żyjąc w klatce o powierzchni 10 metrów kwadratowych. Próby socjalizacji go z innymi niedźwiedziami w tym ZOO nie przyniosły pozytywnych efektów, ponieważ Wojtek najbardziej lubił spędzać czas z ludźmi. Był zwierzęciem bardzo towarzyskim, kochał ludzi, którzy bardzo często odwzajemniali pozytywne uczucia.
W końcu 1958 r. poznański oddział Towarzystwa Opieki nad Zwierzętami, przy wsparciu Polskiego Tow. Zoologicznego oraz Związku Bojowników o Wolność i Demokrację, zwrócił się z interwencją do dyrekcji edynburskiego ZOO w sprawie warunków przetrzymywania Wojtka. Wysunięta została wówczas koncepcja sprowadzenia Wojtka do jednego z polskich ogrodów zoologicznych. W ramach rozpoczętych starań z tym celem na początku lutego 1959 r. wyjechał do Edynburga przedstawiciel oliwskiego ZOO dla omówienia kwestii umieszczenia Wojtka w tamtejszej placówce zoologicznej. W związku z tym rozpoczęto tam budowę wielkiego wybiegu dla niego. Działania te niestety spełzły na niczym. Źródła podają tu kilka powodów: fatalny stan zdrowia i postępującą przedwcześnie starość Wojtka, opór kombatantów 22. Kompanii, którzy wciąż traktowali niedźwiedzia jako depozyt. Sam opiekun zwierzęcia – mjr Chełchowski – oświadczył wprost, że reżimowy rząd warszawski stara się ze wszystkich sił sprowadzić niedźwiedzia do Polski, a zatem on jako szczery emigrant nie może oddać tak cennego symbolu komunistom”.
Niedobry stan psychiczny Wojtka podkreśla też świadek, który widział Wojtka w zoo krótko przed śmiercią w 1963 roku.
Kombatant, kapral 22 Kompanii Zaopatrywania Artylerii Wojtek zmarł 2 grudnia 1963 roku w wieku 22 lat. O jego śmierci poinformowały wówczas brytyjskie stacje radiowe. W wieku dojrzałym ważył blisko 500 funtów (ok. 230 kg) i mierzył ponad 6 stóp (ponad 182 cm). Wojtek osiągnął przeciętny wiek, jak na przedstawiciela podgatunku syryjskiego niedźwiedzia brunatnego.

## Upamiętnienia

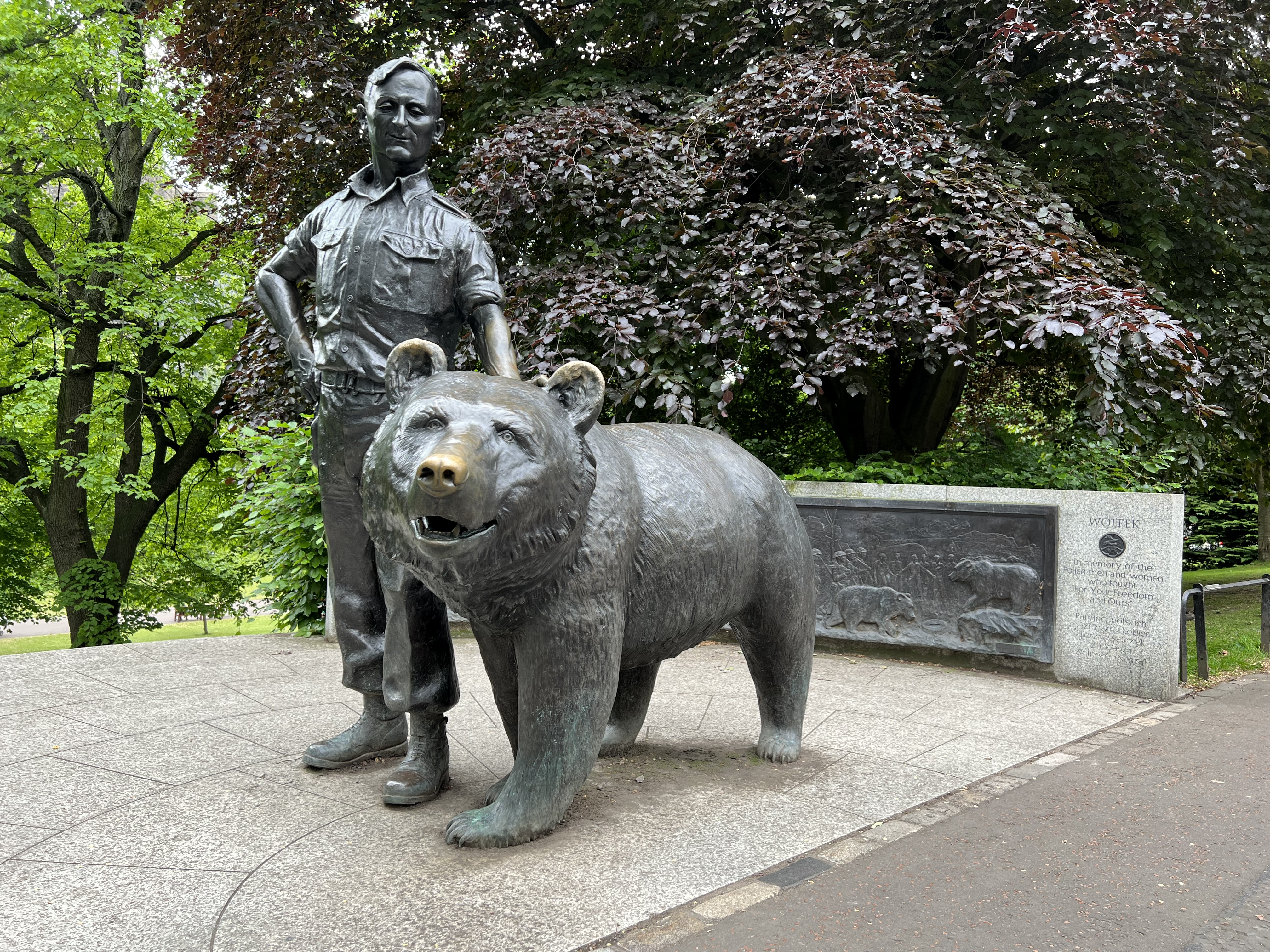
Pomnik misia Wojtka w Edynburgu

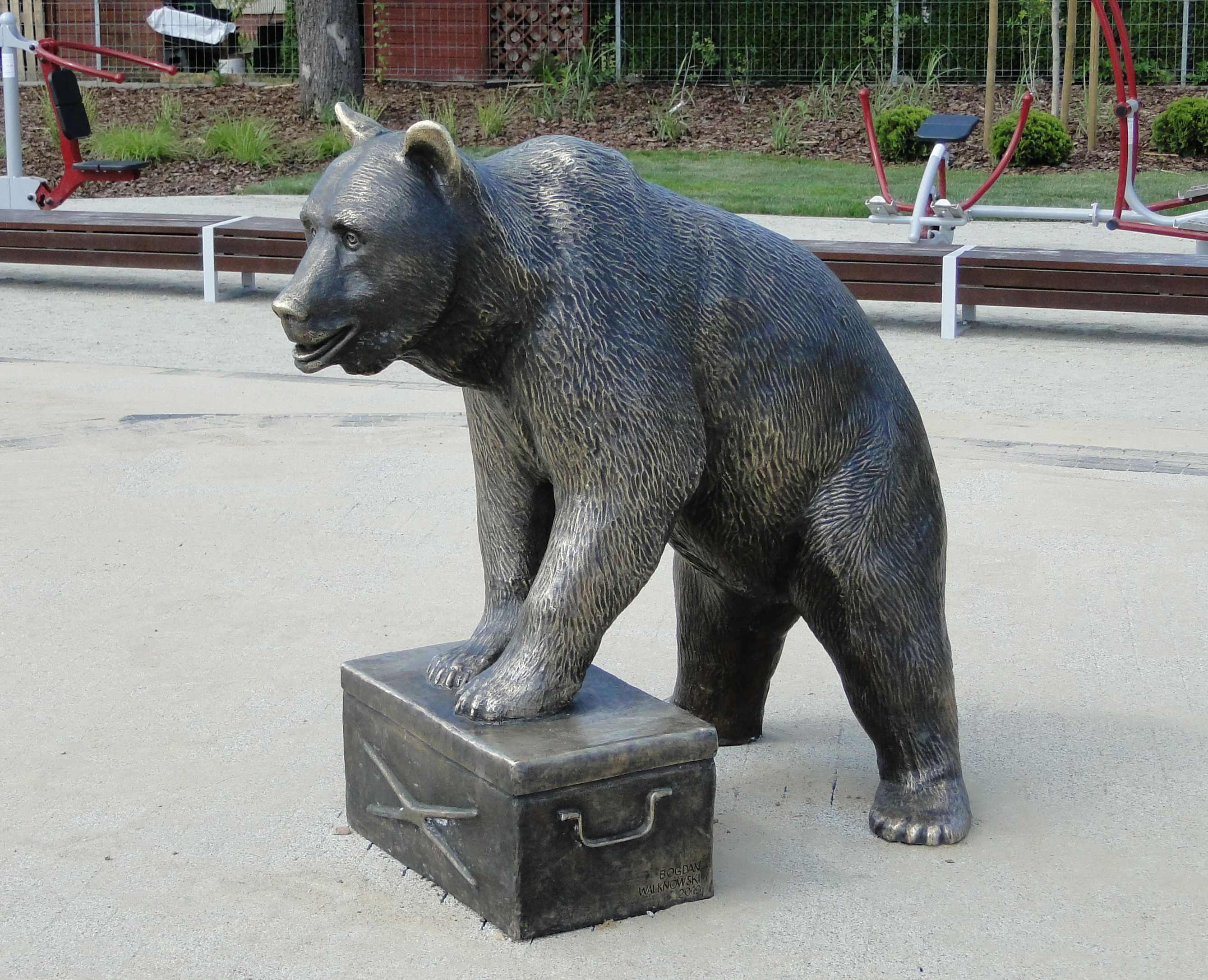
Pomnik misia Wojtka w Szczecinie przy ul. Misia Wojtka, nadanej na jego cześć

Wojtek doczekał się wielu upamiętnień. Krótko po śmierci niedźwiedzia w Szkocji odsłonięto tablicę pamiątkową na jego dawnym wybiegu. W następnych latach tablica została usunięta.
W 1968 roku została wydana książka Wiesława Lasockiego pt. Wojtek spod Monte Cassino. Opowieść o niezwykłym niedźwiedziu. W 1970 roku, przy współudziale Geoffreya Morgana, ukazała się anglojęzyczna wersja książki pt. Soldier Bear. Na podstawie tej książki artysta David Harding w 1973 roku stworzył pierwszą rzeźbę Wojtka, zatytułowaną Wojtek fails again to catch a chicken. Rzeźba obecnie znajduje się w Instytucie Polski i Muzeum im. Władysława Sikorskiego w Londynie. W 2010 roku Instytut Polski i Muzeum im. gen. Sikorskiego zorganizowało pierwszą wystawę poświęconą Wojtkowi, adresowaną dla londyńskiej Polonii. Kuratorką wystawy była Krystyna Ivell.
Zainteresowanie Wojtkiem w Wielkiej Brytanii wzrosło pod koniec pierwszej dekady XXI wieku. W 2008 roku wydano ilustrowane przygody Wojtka. W 2009 roku Aillen Orr powołała The Wojtek Memorial Trust (WMT). Celem WMT było pozyskanie środków na realizacje pomnika przedstawiającego Wojtka i jego opiekuna, który miał zostać odsłonięty w Princes Street Gardens w Edynburgu. W 2010 roku ukazała się książka Aillen Orr pt. Wojtek the Bear: Polish War Hero. W 2011 roku wydano książkę Krystyny Mikuli-Deegan pod tytułem Private Wojtek: Soldier Bear. W 2014 roku Jenna Robertson wydała książkę pt. Wojtek: War Hero Bear, adresowaną dla dzieci.
Przez wiele lat Wojtek nie wzbudzał większego zainteresowania w Polsce. W 1979 roku ukazała się książka Janusza Przymanowskiego pt. Kanonier Wojtek. Wzrost zainteresowania przypadł na początek XXI wieku. W 2008 roku premierę miał film Marii Dłużewskiej pt. Piwko dla niedźwiedzia!, wyprodukowany przez Studio Filmowe Kalejdoskop. 7 czerwca 2013 roku na placu Słowiańskim w Żaganiu odsłonięto pierwszy pomnik Wojtka w Polsce. Przy odsłonięciu pomnika brał udział prof. Wojciech Narębski, były żołnierz 22 Kompanii. Kolejne pomniki odsłonięto m.in. w Szymbarku (17 września 2013), w Parku im. dr. Henryka Jordana w Krakowie (18 maja 2014), przy ulicy Bohaterów Monte Cassino w Sopocie (1 września 2019), na skwerze przy ulicy Misia Wojtka w Szczecinie (2019) w parku im. Władysława Andersa we Wrocławiu (2020).
Pomniki na cześć Wojtka odsłonięto również we Włoszech: w 2015 roku w Imola i w 2019 roku w Cassino.
Na cześć niedźwiedzia powstały również piosenki oraz piwo o nazwie „Wojtek”, produkowane od 2012 roku przez brytyjski browar Beartown Brewery z Conglenton. Od 30 maja 2017 roku Przedszkole nr 99 przy ul. Siewierskiej 3 w Warszawie nosi imię Misia Wojtka.
W 2017 r. Poczta Polska wyemitowała w nakładzie 250 tys. sztuk upamiętniający Wojtka znaczek pocztowy. 4 i 5 stycznia 2025 roku w katowickim Teatrze Śląskim został przedstawiony spektakl „Niedźwiedź Wojtek”; oparta na faktach opowieść o legendarnym perskim niedźwiedziu, który towarzyszył polskim żołnierzom Armii Andersa podczas II wojny światowej.